# Down (Stone Temple Pilots)
Down è un singolo del gruppo rock statunitense Stone Temple Pilots, pubblicato nel 1999 ed estratto dall'album No. 4.
Il brano è stato composto da Robert DeLeo, con testo scritto da Scott Weiland.

## Tracce
- CD

1. Down
2. MC5
3. Down (live)